# Pira, Benin
Pira är en ort i Benin. Den ligger i den sydvästra delen av landet, 240 km norr om huvudstaden Porto-Novo. Pira ligger 320 meter över havet och antalet invånare är 12 377.
Terrängen runt Pira är huvudsakligen platt. Pira ligger uppe på en höjd. Pira är det största samhället i trakten.
Omgivningarna runt Pira är en mosaik av jordbruksmark och naturlig växtlighet. Runt Pira är det ganska glesbefolkat, med 25 invånare per kvadratkilometer.